# Jackson Galaxy

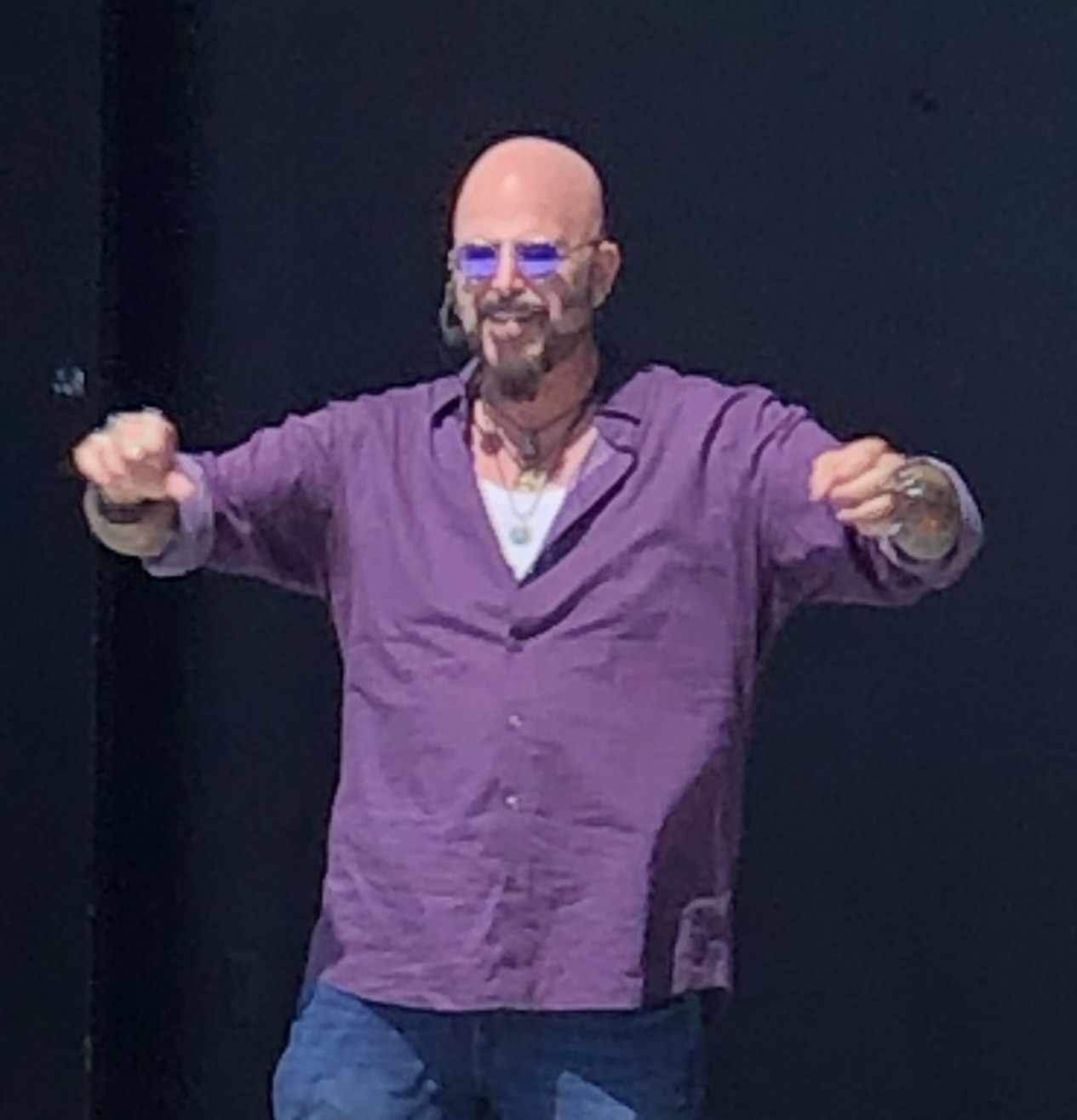
Jackson Galaxy (2019)

Jackson Galaxy (geboren als Richard Kirschner am 28. April 1966 in New York City) ist ein US-amerikanischer Verhaltenstherapeut für Katzen und Autor. Er erlangte größere Bekanntheit als Protagonist der US-Fernsehsendung My Cat From Hell auf Animal Planet. Galaxy lebt in Los Angeles.

## Leben und Privates
Jackson Galaxy wurde als Richard Kirschner im New Yorker Stadtteil Manhattan geboren und wuchs an der Upper West Side auf. In seiner 2012 erschienenen Autobiografie Cat Daddy: What the World’s Most Incorrigible Cat Taught Me About Life, Love, and Coming Clean erwähnt er, dass sein Vater in Ungarn geboren sei und die Familie jüdischen und Roma-Ursprung habe. Der Vater sei in die USA emigriert und habe dort, ohne ein Wort Englisch zu sprechen, ein eigenes kleines Unternehmen aufgebaut.
Mit zehn Jahren begann Galaxy Gitarre zu spielen, erste Auftritte mit Bands folgten noch als Teenager. Zu dieser Zeit begann er auch, erste Songs selbst zu schreiben. Nach der High School studierte Galaxy Schauspiel an der University of Iowa, 1991 erhielt er sein Diplom.
In seinen Zwanzigern änderte er seinen Namen offiziell in Jackson Galaxy. Am 29. Juni 2014 heiratete er die Tierrechtsaktivistin Minoo Rahbar im Tierheim der Best Friends Animal Society in Kanab, Utah. Der Hund des Paares, Mooshka, trug während der Zeremonie die Trauringe. Galaxy lebt seit 2014 vegan, was unter anderem auf Gewichtsprobleme zurückzuführen ist. Im Jahr 2007 hatte er sich aus diesem Grund bereits einer Magenverkleinerung unterzogen und sein Gewicht von rund 180 kg auf etwa 110 kg reduziert.

## Wirken
Galaxy zog 1992 nach Boulder, Colorado, und konzentrierte sich auf seine Karriere als Rockmusiker; unter anderem spielte er in der Band Pope of the Circus Gods. Er lebte lange Zeit von Gelegenheitsarbeiten, bis er eine Anstellung beim Tierheim der Humane Society of Boulder Valley erhielt. In dieser Zeit begann er, sich intensiv mit dem Verhalten der geretteten Katzen zu beschäftigen, weil er feststellte, dass weniger ängstliche Katzen leichter adoptiert werden. Im Jahr 2002 machte er sich nach seiner Entlassung aus dem Anstellungsverhältnis als Verhaltenstherapeut für Katzen selbstständig. Weil ihm universitäre Zeugnisse fehlten, scheute er sich nach eigenen Aussagen anfangs, sich selbst als Verhaltenstherapeut zu bezeichnen, weshalb er zunächst den Begriff Berater bevorzugte. Im selben Jahr gründete er zusammen mit Dr. Jean Hofve, einer ganzheitlichen Tierärztin, die Firma Little Big Cat, Inc. Neben der gemeinsamen Beratungstätigkeit entwickelten sie unter dem Namen Spirit Essence eine Produktpalette pflanzlicher Heilmittel für Tiere, die die Probleme Trennungsangst, Asthma und Reisestress in den Blick nahm.
Nach 15 Jahren in Boulder zog Galaxy 2007 nach Los Angeles, wo er seine Beratungstätigkeit fortführte. Er besucht Katzenhalter in ihren Häusern und Wohnungen, um sich vor Ort ein Bild von den Verhaltensproblemen ihrer Katzen zu machen. Er arbeitet eng mit Tierheimen und Rettungsorganisationen zusammen, indem er Freiwilligen, Mitarbeitern und zukünftigen Katzenhaltern seinen „Katzen-Mojo“-Ansatz nahebringt, der selbstbewusstes Verhalten von Katzen in ihrer Umgebung beschreibt. Er berät sie darüber hinaus in Bezug auf die Verbesserung des Wohnumfeldes für Wohnungskatzen mit Verhaltensauffälligkeiten.
Er ist Mitglied des Vorstands der Stray Cat Alliance und von Fix Nation in Los Angeles sowie Berater für die Organisation Neighborhood Cats in New York City. Er gründete die Organisation Jackson Galaxy Foundation, die später in Jackson Galaxy Project umbenannt wurde und heute Teil der Organisation GreaterGood.org ist. Unter diesem Markenzeichen steuert er verschiedene Tierschutzinitiativen wie das Cat Pawsitive Program, das Verhaltenstraining mit Katzen in Tierheimen anbietet, Operation Homeward Bound, über das Kätzchen aus überfüllten Auffangstationen in Los Angeles an Partnerorganisationen anderer Bundesstaaten vermittelt werden – in Kalifornien ist nach wie vor die Tötung gefangener wildlebender Tiere üblich und wird regelmäßig durchgeführt – sowie Safe Haven, das Frauenhäuser tiergerecht ausstattet und Frauen hilft, die in gewalttätigen Partnerschaften leben. Oft sei der Zwang zum Zurücklassen des Haustiers ein Grund, nicht den Ausweg aus solchen Partnerschaften zu suchen.

### Publikationen und Fernsehauftritte
Galaxy trat als Katzentherapeut in der vom Game Show Network produzierten Sendung Think Like a Cat und als Verhaltensexperte bei Cats 101 des Senders Animal Planet auf. Ab Mai 2011 war Jackson der Protagonist der Sendung My Cat From Hell, einer von Animal Planet produzierten Reality-TV-Serie, in der er Katzenhalterinnen und -halter dabei unterstützte, Konflikte und Verhaltensprobleme ihrer Katzen zu verstehen und zu therapieren. Er übernahm in der Produktion auch die Funktion eines Executive Producers. Ein Running Gag der Sendung war der Gitarrenkoffer, den Galaxy bei seinen Hausbesuchen stets bei sich trug. Anstelle einer Gitarre enthielt er Katzenspielzeug und Katzenzubehör. Die Show endete 2018. Im Zusammenhang mit Ausgangssperren wegen der COVID-19-Pandemie wurde jedoch 2020 unter dem Titel My Cat From Hell: Cat Sh#t Crazy eine weitere Spezialsendung produziert und am 18. Juli 2020 ausgestrahlt.
Seit Dezember 2013 ist er Gastgeber der Webserie Cat Mojo im Animalist Network, in der er sich mit katzenbezogenen Themen wie der operativen Entfernung der Krallen (Onychektomie) und dem Gebrauch von Wasserpistolen sowie denkwürdigen Geschichten aus seinem Leben als Katzentherapeut befasst.
Im Jahr 2012 veröffentlichte er den autobiografischen Bericht Cat Daddy: What the World’s Most Incorrigible Cat Taught Me About Life, Love, and Coming Clean, der neben seiner Arbeit mit Katzen einen Blick auf seine langjährige Drogen-, Alkohol- und Tablettenabhängigkeit wirft und schildert, wie es ihm gelungen ist, sie zu überwinden. Es folgten weitere Katzenbücher, darunter zwei gemeinsam mit Kate Benjamin, die das Stil-Portal moderncat.net ins Leben rief und das Blog Hauspanther betreibt, ein Portal, das die Themen Katzen und Design verbindet. Mit ihr verfasste er zwei Ratgeber, die sich mit dem Begriff der „Katzifizierung“ (englisch Catification) von menschlichen Haushalten und der Einrichtung eines katzengerechten Lebensumfelds befassen. Beide Ratgeber gelangten auf Platz 1 der New-York-Times-Bestsellerliste.
Seine Popularität im amerikanischen Fernsehen führte ihn mit seinen Vorträgen und Lesungen um die ganze Welt. Auf Facebook hat er knapp 1,9 Millionen Abonnenten, auf Twitter 123.500 (Stand: Oktober 2020).

## Publikationen
- mit Joel Derfner: Cat Daddy: What the World’s Most Incorrigible Cat Taught Me About Life, Love, and Coming Clean. Tarcher/Penguin, New York 2012, ISBN 978-1-58542-937-0.
- mit Kate Benjamin: Catification: Designing a Happy and Stylish Home for Your Cat (and You!). Tarcher/Penguin, New York 2014, ISBN 978-0-399-16601-3.
- mit Kate Benjamin: Catify to Satisfy: Simple Solutions for Creating a Cat-Friendly Home. Tarcher/Penguin, New York 2015, ISBN 978-0-399-17699-9.
- mit Mikel Delgado: Total Cat Mojo: The Ultimate Guide to Life with Your Cat. Tarcher/Penguin, New York 2017, ISBN 978-0-14-313161-8.
  - Der Katzenflüsterer: Für ein glückliches Katzenleben. Plaza/Heel Verlag, Königswinter 2019, ISBN 978-3-95843-882-8.